# Andy Brockbank
Andy Brockbank là một cầu thủ bóng đá người Anh đã giải nghệ, thi đấu ở vị trí hậu vệ trái. Hiện tại ông sinh sống ở Penrith, Úc.